# Marstjärnen (Överkalix socken, Norrbotten, 738978-178595)
Marstjärnen är en sjö i Överkalix kommun i Norrbotten och ingår i Kalixälvens huvudavrinningsområde.